# Javier Lambán
 (15 août 2025).
Le texte peut changer fréquemment, n’est peut-être pas à jour et peut manquer de recul. N’hésitez pas à participer, en veillant à citer vos sources.
Francisco Javier Lambán Montañés, né le 19 août 1957 à Ejea de los Caballeros et mort le 15 août 2025 dans la même ville, est un homme politique espagnol membre du Parti socialiste ouvrier espagnol (PSOE). Il est président d'Aragon entre 2015 et 2023.

## Biographie

### Formation et vie professionnelle
Javier Lambán étudie la géographie et l'histoire à l'université de Saragosse, puis à l'université de Barcelone, entre 1974 et 1979. Il décroche son doctorat cum laude en histoire grâce à une thèse sur la « réforme agraire en Aragon durant la IIe République ». À l'issue de son cursus, il devient professeur et enseigne dans un lycée de sa ville natale à compter de 1981.

### Élu local, jusqu'à la députation de Saragosse
Au cours des élections municipales du 8 mai 1983, Javier Lambán se fait élire au conseil municipal d'Ejea de los Caballeros, dont il devient deuxième adjoint au maire. Lors de l'élection suivante, en 1987, le Parti aragonais (PAR) s'installe au pouvoir, Javier Lambán étant choisi à l'âge de 29 ans comme porte-parole du groupe socialiste.
Le PSOE ayant repris la majorité à l'occasion du scrutin du 26 mai 1991, il est désigné premier adjoint au maire et membre de la députation provinciale de Saragosse.
À la suite des élections du 13 juin 1999, il prend la présidence de la députation. Deux ans plus tard, il est élu secrétaire général du PSOE provincial.

### Maire d'Ejea de los Caballeros
Pour les élections du 27 mai 2007, Javier Lambán mène la liste du PSOE. Il totalise alors 50,1 % des voix et 9 sièges sur les 17 à pourvoir. En conséquence, il est investi maire le 16 juin, à l'âge de 49 ans. Parallèlement, il est reconduit à la présidence de la députation provinciale.
En 2011, il perd sa majorité absolue avec 45,8 % des suffrages et 8 conseillers municipaux, mais se maintient en fonction puisque la gauche détient au total 11 élus. Il doit abandonner au Parti populaire (PP) la présidence de la députation de Saragosse, mais s'est fait élire député aux Cortes d'Aragon.

### Secrétaire général du PSOE Aragon
Javier Lambán est élu secrétaire général du Parti des socialistes d'Aragon-PSOE (PSA-PSOE) le 31 mars 2012, lors du XVe congrès régional, par 466 voix pour, 26 votes blancs et 11 abstentions, soit 94,7 % des voix ; il prend la suite de Marcelino Iglesias, ancien président de la communauté autonome. Il renonce ensuite à diriger le PSOE de la province de Saragosse.
Le 7 mars 2014, il est proclamé sans adversaire chef de file pour les élections régionales de l'année suivante. Il démissionne de son mandat municipal le 15 juillet suivant.

### Président d'Aragon
Au cours des élections régionales du 24 mai 2015, le PSOE d'Aragon remporte 21,4 % des voix et 18 députés sur 67, soit le plus mauvais résultat de son histoire. Toutefois, les autres forces de gauche totalisent 17 élus. Il passe alors un accord avec Podemos, un accord avec l'Union aragonaisiste (CHA) et un accord avec la Gauche unie (IU).
Le 3 juillet, Javier Lambán est investi président d'Aragon par 35 voix contre 32. Il nomme deux jours plus tard un gouvernement de neuf membres, auquel participe la CHA, pour la première fois de son histoire.

### Mort
Javier Lambán meurt à Ejea de los Caballeros le 15 août 2025 à l'âge de 67 ans des suites d'un cancer du côlon dont il souffrait depuis 2021.